# Triacetonamin
Triacetonamin ist eine chemische Verbindung und ein tetramethyliertes 4-Piperidon.

## Vorkommen

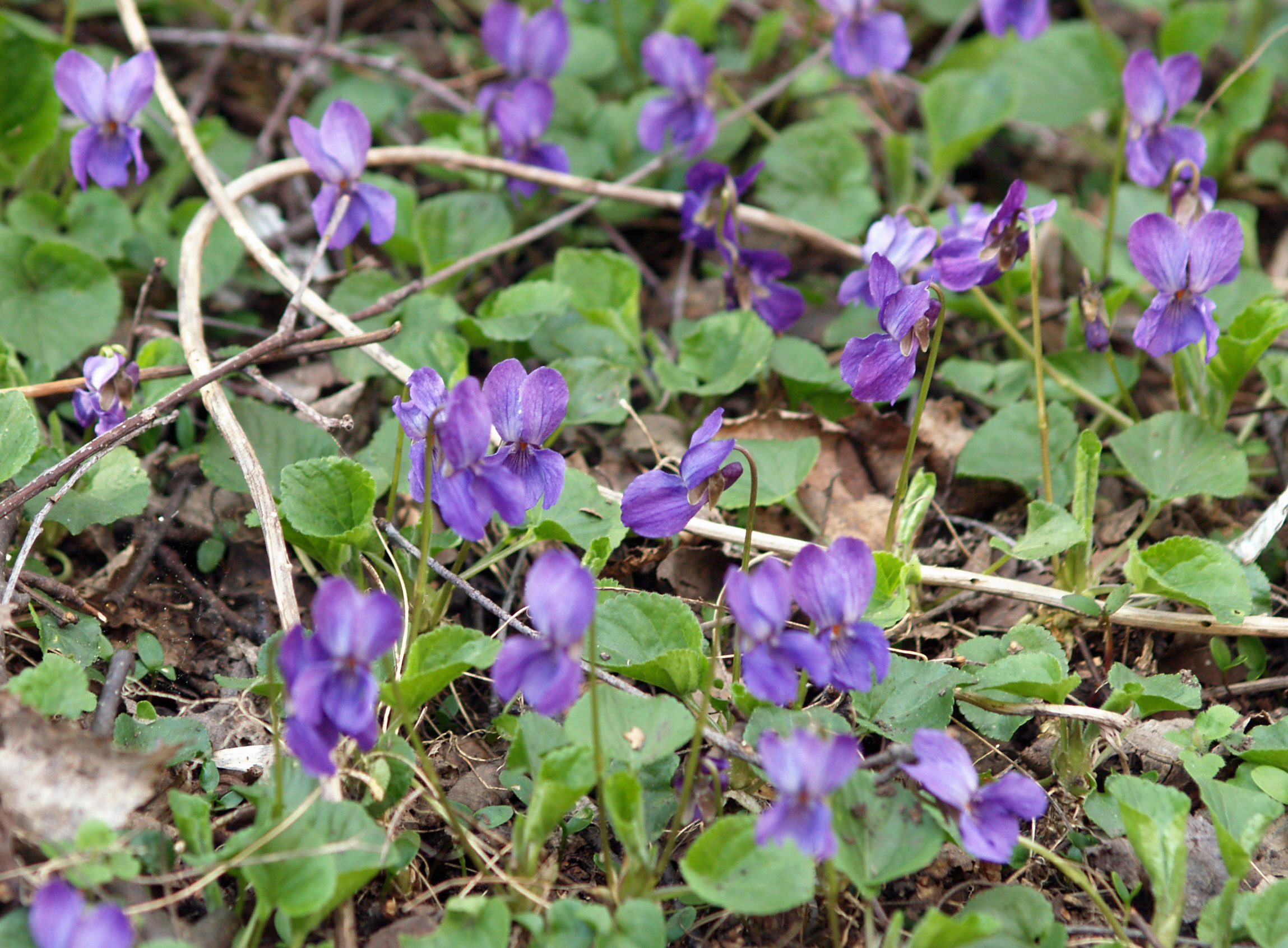
Duftveilchen (Viola odorata)

Triacetonamin wurde im Duftveilchen nachgewiesen.

## Gewinnung und Darstellung
Triacetonamin kann durch die Kondensation von Aceton mit Ammoniak in Gegenwart von Calciumchlorid bei Raumtemperatur gewonnen werden. Ebenfalls bekannt sind Synthesen durch Reaktion von Phoron mit Ammoniak, durch Kondensation von Diacetonalkohol mit Aceton und Ammoniak in Gegenwart von Calciumchlorid oder ausgehend von Acetonin.

## Eigenschaften
Triacetonamin ist ein brennbarer, schwer entzündbarer, kristalliner, weiss-gelber bis bräunlicher Feststoff, der leicht löslich in Wasser ist. Das ebenfalls existierende Monohydrat kristallisiert in einer monoklinen Kristallstruktur mit der Raumgruppe P21/c (Raumgruppen-Nr. 14).

## Verwendung
Triacetonamin wird als Stabilisator für Polymere verwendet.